# Gardie, Aude

Gardie este o comună în departamentul Aude din sudul Franței. În 1 ianuarie 2022 avea o populație de 128 de locuitori.